# Dipartimento di Nueve de Julio (Santa Fe)
Nueve de Julio è un dipartimento argentino, situato nella parte nord-occidentale della provincia di Santa Fe, con capoluogo Tostado.
Esso confina a nord con la provincia del Chaco, a est con il dipartimento di Vera, a sud con quello di San Cristóbal, e a ovest con la provincia di Santiago del Estero.
Secondo il censimento del 2001, su un territorio di 16.870 km², la popolazione ammontava a 28.273 abitanti, con un aumento demografico del 3,62% rispetto al censimento del 1991.
Il dipartimento, nel 2001, era suddiviso in 11 distretti (distritos), con questi municipi (municipios) o comuni (comunas):
- Esteban Rams
- Gato Colorado
- Gregoria Pérez de Denis
- Juan de Garay
- Logroño
- Colonia Montefiore
- Pozo Borrado
- San Bernardo
- Santa Margarita
- Tostado
- Villa Minetti